# 영웅전설 시작의 궤적
《영웅전설 시작의 궤적》(일본어: 英雄伝説 創の軌跡, The Legend of Heroes: Trails into Reverie)은 니혼 팔콤이 개발한 2020년 롤플레잉 비디오 게임이다.《궤적》 시리즈의 일부이며 그 자체로 더 큰 영웅전설 시리즈의 일부이다. 일본에서 2020년 8월 플레이스테이션 4용으로 출시되었으며, 닌텐도 스위치와 마이크로소프트 윈도우 이식판은 2021년 8월 출시되었다. 영어판은 2023년 7월 예정되었다가 추가로 플레이스테이션 5로 이식되었다.